# Septaria borbonica
Septaria borbonica es un caracol de agua dulce, una especie de molusco gasterópodo de la familia Neritidae. Es la especie tipo del género Septaria.

## Distribución
La distribución de Septaria borbonica incluye Sudáfrica e islas en el océano Índico, especialmente la Isla Reunión